# 1997 au théâtre
| Années du théâtre : 1994 - 1995 - 1996 - 1997 - 1998 - 1999 - 2000    |
| Décennies du théâtre : 1960 - 1970 - 1980 - 1990 - 2000 - 2010 - 2020 |

Cet article présente les faits marquants de l'année 1997 au théâtre.

## Événements
- Création de La Maison de la Marionnette à Nantes

## Pièces de théâtre représentées
- 28 janvier :  L'Arlésienne d'Alphonse Daudet, mise en scène Roger Louret, Folies Bergère (Paris) avec Bernadette Lafont et Jean Marais
- 4 mars : Germania 3 d'Heiner Müller, mise en scène Jean-Louis Martinelli, Théâtre national de Strasbourg
- 25 août : Agamemnon d'Eschyle, mise en scène Elio Suhamy, Festival d'Automne de Paris V aux Arènes de Lutèce
- 9 septembre : Les Côtelettes de Bertrand Blier, théâtre de la Porte-Saint-Martin
- 16 septembre : Dérapage d'après Arthur Miller, mise en scène Jérôme Savary, Théâtre de Paris
- 18 septembre : Les Petites Heures d'Eugène Durif, mise en scène Alain Françon, Théâtre national de la Colline
- 3 octobre : Dans la compagnie des hommes d'Edward Bond, mise en scène Alain Françon, Théâtre national de la Colline
- 13 octobre : L'Hiver sous la table de Roland Topor, au Studio-Théâtre de Jean-Pierre Miquel
- 21 novembre : Check-up textes d'Edward Bond, spectacle de Carlo Brandt, Théâtre national de la Colline
- 28 novembre : Apologétique montage d'après les éditoriaux de programmes de saisons théâtrales, mise en scène Olivier Py, Théâtre national de la Colline

## Récompenses
- 11e Nuit des Molières (Molières 1997)

## Décès
- 6 janvier : Lucien Guervil (°1908)
- 21 janvier : André Cellier, acteur, metteur en scène et directeur de théâtre français (° 1926).
- 4 mars : Paul Préboist (°1927)
- 29 mars : Jacques Lalande (°1927)
- 3 mai : Marcel Karsenty (°1904), directeur de théâtre et producteur de tournées français.
- 16 avril : Roland Topor (°1938)
- 20 avril : Henri Vilbert (°1904)
- 21 avril : Roland Amstutz (°1942)
- 1er juillet : Annie Fratellini (°1932)
- 2 septembre : Boris Brounov (°1922)
- 13 septembre : Georges Guétary (°1915)
- 14 octobre : Jacqueline Delubac (°1907)
- 15 novembre : Jean-Marie Proslier (°1928)
- 28 novembre : Georges Marchal (°1920)
- 30 novembre : Françoise Prévost (°1930)
- 24 décembre : Jacques Fabbri (°1925)
- 25 décembre : Giorgio Strehler (°1921)